# Бердиш-рушниця

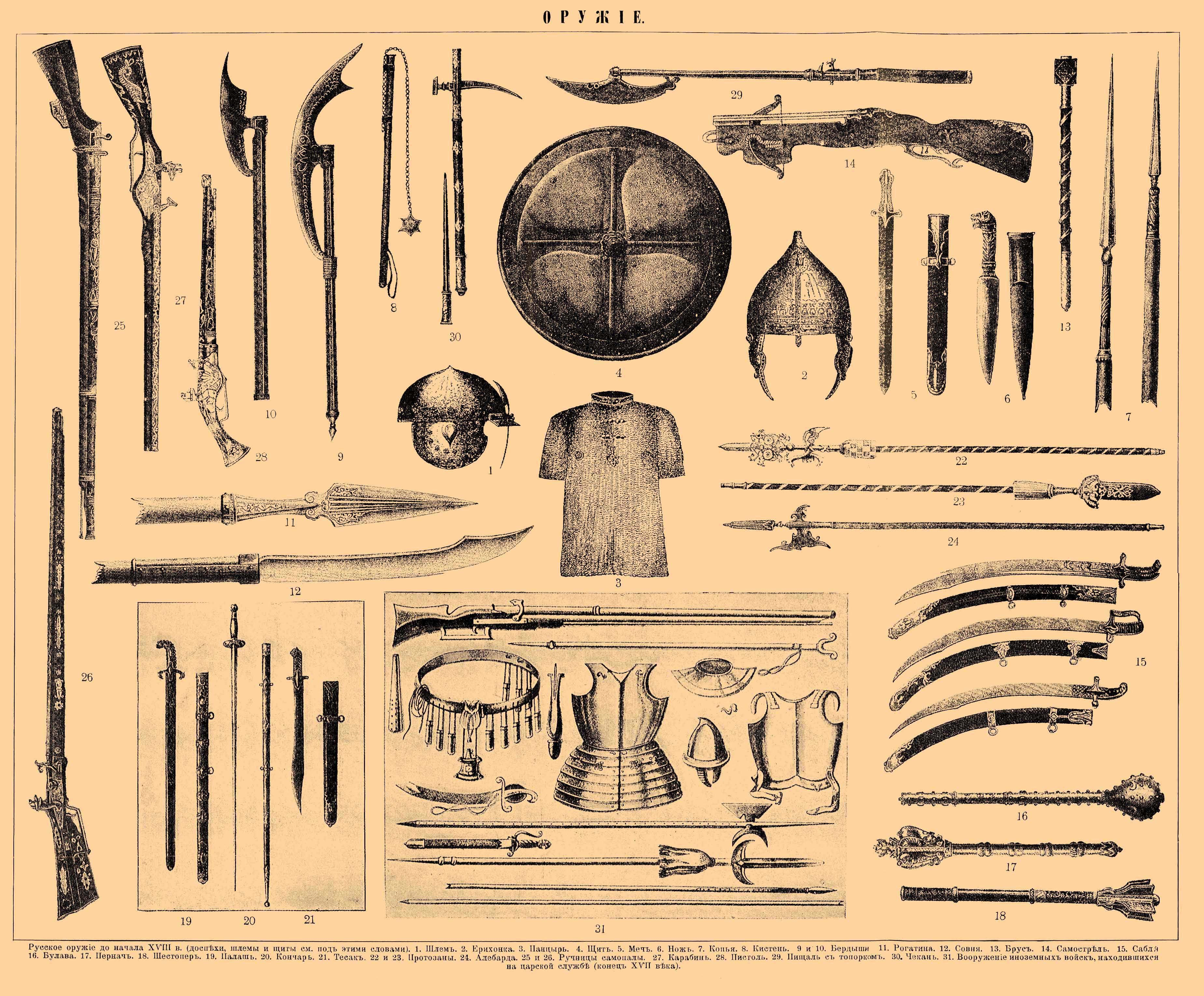
Під 29№ — Бердиш-рушниця

Бердиш-рушниця (топір-рушниця) — старовинна вогнепальна і рубаюча зброя, створена на початку XVI століття, отримала деяке поширення в другій половині XVII століття, поєднує в собі рушницю і лезо бердиша або сокири. З дула ця зброя нагадує звичайний мушкет, але на кінці приклада, був прироблений рубаючий наконечник бердиша. З іншого кінця, на рукоятці, кріпився чохол, що закриває вогнепальний ствол. Відразу після пострілу, у випадку наступаючої небезпеки рукопашної сутички, воїн міг перевернути знаряддя задом наперед і застосовувати цю зброю як зброю ближнього бою. І вже в оборонній тактиці, рубати або колоти атакуючого. Це значно заощаджувало час і не займало рук, не потребувало додаткового використання шаблі або рапіри.
Але широкого поширення бердиш-рушниця не отримала. Може бути через те, що лезо, яке кріпилося на прикладі мушкета, викликало дискомфорт і незручність при прицілюванні. В кінцевому підсумку на початку 18 століття, бердиш-рушницю швидко витіснив багнет, який кріпився на звичайний мушкет.